# Comté de Cunderdin
Le Comté de Cunderdin est une zone d'administration locale au sud-est de l'Australie-Occidentale en Australie. Le comté est situé à 105 kilomètres à l'ouest de Merredin et à environ 105 kilomètres à l'est de Perth, la capitale de l'État.
Le centre administratif du comté est la ville de Cunderdin.
Le comté est divisé en un certain nombre de localités:
- Cunderdin
- Meckering
- Warding East
- Wyola West
- Youndegin

Le comté a 8 conseillers locaux et n'est pas divisé en circonscriptions.